# シートン動物記 (漫画)
『シートン動物記』（シートンどうぶつき）は、白土三平による漫画。『シートン動物記』の漫画化作品。全5話。全て内山賢次による日本語訳（評論社の『シートン全集』）を原作にしている。1963年に白土三平はこの作品の第4話までと『サスケ』で第4回講談社児童まんが賞を受賞している。

## 作品名と初出
1. フェニボンクの山猫 ： 連載「シートン動物記」第1話「フェニボンクの山ネコ」（『小学六年生』1961年6-8月号/小学館）
2. ウォスカと赤頭の子狼 ： 連載「シートン動物記」第2話「ウォスカと赤頭の子おおかみ」（『小学六年生』1961年9-12月号/小学館）
3. スプリングフィールドの狐 ： 連載「シートン動物記」第3話「スプリングヒールドのきつね」（『小学六年生』1962年1-3月号/小学館）
4. ビリー ： 貸本「シートン動物記」第2巻（1962年8月発行/東邦図書出版社）
5. 灰色熊の伝記 ： 貸本「灰色熊の伝記」全2巻（1964年1-2月発行/青林堂）

## シートンの原題と単行本初出
1. The Boy and the Lynx ： 『動物英雄伝』 （Animal Heroes, 1905年）
2. Shishoka / Wosca and her valiant cub ： 『歴史に残る動物たち / 狼を中心として』 （Great Historic Animals / Mainly About Wolves, 1937年）
3. The Springfield Fox ： 『私の知る野生動物』 （Wild Animals I Have Known, 1898年）
4. Billy, the Dog That Made Good ： 『野生動物の生き方』 （Wild Animal Ways, 1916年）
5. Wahb ： 『灰色熊の伝記』 （The Biography of A Grizzly, 1900年）

## 単行本
- 1961年-1962年発行 ： 貸本「シートン動物記」全2巻（東邦図書出版社） - 第1-4話のみの収録
- 1964年発行 ： 貸本「灰色熊の伝記」全2巻（青林堂） - 第5話のみの収録
- 1967年発行 ： コンパクトコミックス「シートン動物記」全2巻（集英社） - 第3-5話のみの収録
- 1975年発行 ： ホームコミックス「シートン動物記」全2巻（汐文社） - 第3-5話のみの収録
- 1980年発行 ： 旧小学館文庫「シートン動物記」全2巻（小学館） - 全5話収録
- 1993年-1995年発行 ： スペシャルカラーコミックス「定本 シートン動物記」全3巻（小学館） - 全5話収録、カラー掲載
- 1999年発行 ： 小学館文庫「シートン動物記」全2巻（小学館） - 全5話収録
- 2010年発行 ： 「完全版 シートン動物記限定版BOX」（小学館クリエイティブ） - 全5話収録、カラー掲載
- 2021年発行 ： ヤマケイ文庫「シートン動物記」（山と渓谷社） - 全5話収録

## その他
- 第1・2話は元原稿紛失のため、1980年に1961年の貸本「シートン動物記」第1巻から復刻し、現在に至っている[1]。
- 白土三平作品『死神少年キム』作中にはキャラクターとしてシートンが登場する。
- 白土三平作品に登場する忍者が使用する「犬万」は、シートンによる著作『歴史に残る動物たち / 狼を中心として』 （Great Historic Animals / Mainly About Wolves, 1937年）内の記述が元になっている。
- 2021年発行のヤマケイ文庫版の著者表記では白土三平と共に弟の岡本鉄二が作画担当としてクレジットされている。